# SJ X20
SJ X20 차량은 1950년대 후반에 힐딩 카를손에서 생산한 전동차이며, 원래 TGOJ를 위하여 생산되었으나 1989년 SJ에 인수되었다. 4량 편성 Yoa104(X20)와 2량 편성 Yoa202(X21)이 생산되었다. 모든 차량은 병결 운행이 가능하며, TGOJ에서 사용되었을 때 가장 승객이 많은 구간은 베리슬라겐 지역이었다.

## 파생형
1980년대에 X21 차량 4편성의 정원이 1등석이 16명, 2등석이 56명으로 조정되었다. 개조된 차량은 X22라는 이름이 붙었다. 1991년 일부 차량이 폐차되어 과거 차량의 조합으로 3량 편성 차량을 만들었고, 3량 편성 차량은 X23이라는 이름이 붙었다.
1989년 SJ가 TGOJ를 인수하면서 X21과 X22 차량도 인수하였다. X20 2편성은 베스트만란드 지역 교통에 투입되어 베스테로스 주변 지역에서 사용되었다. 2001년 마지막까지 영업한 차량은 X21 202편성이다. 과거 사용된 차량의 일부는 보존되어 있다.